# Planeshift (альбом)
Planeshift — второй полноформатный студийный альбом группы Rakoth, выпущенный лейблом Code 666 в 1999 году. В 2002 году релиз был переиздан лейблом Earache Records с другим оформлением.

## Об альбоме
Planeshift записан в октябре 1999 года в московской CDM Studio. Мастеринг производился в Fear Studio (Равенна, Италия).
Лирическая составляющая релиза написана на основе различного рода произведений жанра фэнтези, а некоторые композиции на так называемом тёмноэльфийском языке.
Музыкально релиз сочетает в себе агрессивные и мелодичные блэк-метал ходы с акустическими и фолковыми моментами, а также использованием «чистого вокала».

## Критика
В большинстве своём релиз заслужил положительные отклики прессы, в том числе наивысшие баллы в следующих изданиях: Aardschok Magazine (Нидерланды), Scream Magazine (Норвегия), Nightsinger (Россия), Unchain the Underground (США), Pagan Dark Witchcraft (Италия), Negative Magazine (Италия) и Dead Sun Magazine (Япония).

## Список композиций
1. Planeshift (Introduction) — 01:33
2. Fear (Wasn’t in the Design) — 05:18
3. Noldor Exodus — 03:58
4. The Dark Heart of Uukrul — 05:05
5. Og’elend — 05:06
6. Planeshift — 06:18
7. Gorthaur Aulendil — 05:34
8. Mountain God — 05:53
9. The Unquiet Grave — 08:17
10. Outro — 01:17